# روبن هود (فلم 2018)
روبن هود (بالإنجليزية: Robin Hood)،فيلم أكشن مغامرة أمريكي قادم من إخراج أوتو باثورست وكتابة بين تشاندلر وديفيد جيمس كيلي.الفيلم مبني على قصة روبن هود.
الفيلم من بطولة تارون إيجرتون، جيمي فوكس، بن مندلسون،تيم مينشن، إيف هيوسون و‌جيمي دورنان. من المقرر عرض الفيلم يوم 11 نوفمبر 2018 من قبل شركة ليونزغيت إنترتاينمنت.

## طاقم العمل
- تارون إيجرتون بدور روبن هود
- جيمي فوكس بدور ليتل جون وصديق روبن
- بن مندلسون بدور مأمور نوتنجهام
- إيف هيوسون بدور الخادمة ماريان
- تيم مينشن بدور فريار توك
- جيمي دورنان بدور ويل سكارليت

## تصوير
بدأ تصوير الفيلم يوم 20 فبراير 2017 في مواقع مختلفة في دوبروفنيك،كرواتيا  و لو رينسي، فرنسا. وانتهى التصوير يوم 19 مايو.

## عرض الفيلم
من المقرر عرض الفيلم يوم 21 نوفمبر 2018، كان من المقرر في الأصل عرض الفيلم يوم 23 مارس 2018 ولكن تم تأجيله إلى يوم 21 نوفمبر.

## روابط خارجية
- مقالات تستعمل روابط فنية بلا صلة مع ويكي بيانات